# Pimpinella gustavohegiana
Pimpinella gustavohegiana är en flockblommig växtart som beskrevs av Gen-Iti Koidzumi. Pimpinella gustavohegiana ingår i släktet bockrötter, och familjen flockblommiga växter. Inga underarter finns listade i Catalogue of Life.